# Nostromo (astronave)
La Nostromo è un'astronave da trasporto utilizzata nel film di fantascienza Alien per il traino di una piattaforma-raffineria di materiale minerario grezzo, che viene lavorato durante il viaggio di ritorno verso la Terra.
La Nostromo nel film è il palcoscenico delle disavventure del suo equipaggio che, dopo l'atterraggio su un pianeta inesplorato in prossimità della stella ζ2 Ret, classificato con il codice LV-426, prende contatto con una mostruosa forma di vita aliena che riuscirà a nascondersi a bordo.
Il nome dell'astronave è un omaggio al romanzo Nostromo – A Tale of the Seaboard di Joseph Conrad ed è annoverata tra le più iconiche astronavi della fantascienza grazie al suo disegno innovativo e alla progettazione claustrofobica degli ambienti che ne hanno fatto una delle astronavi più imitate del cinema.

## Storia del progetto
Fu il regista stesso, Ridley Scott a suggerire che la Nostromo potesse essere un rimorchiatore e questa idea iniziale fu sviluppata prima dal disegnatore Chris Foss nei primissimi bozzetti, in cui l'astronave assomigliava a un "gigantesco ornitorinco", e successivamente da Ron Cobb nei progetti definitivi dell'astronave e quindi nei tre modelli definitivi, di cui uno di grosse dimensioni, dotato anche di post bruciatori per simulare la spinta dei motori. Il nome originario dell'astronave, durante le primissime fasi di preparazione del film, era Leviathan, successivamente abbandonato a favore dell'attuale Nostromo. Per la scelta definitiva del nome il regista si ispirò al racconto di Conrad Nostromo – A Tale of the Seaboard; l'opera dello scrittore, in particolare il conflitto ivi descritto tra lavoratori e proprietari della miniera, diede ulteriori spunti che furono poi sviluppati nel film. Molti altri sono i riferimenti ai lavori di Conrad che ruotano intorno all'astronave: il nome della compagnia armatrice, Weyland-Yutani Corporation, è preso in prestito dal romanzo Cuore di tenebra, mentre il nome della navetta di servizio a bordo del Nostromo, il Narciso (in lingua inglese Narcissus) allude al racconto Il negro del "Narciso".

## Descrizione
L'ideatore dei disegni del progetto definitivo del modello, Ron Cobb, è prodigo di indicazioni fantasiose; su una delle tavole si legge che la Nostromo sarebbe la versione modificata del mezzo da trasporto Lockheed CM 88B Bisonte, spinto da due motori Yutani T7A NLS, i cui reattori originari sarebbero stati sostituiti da modelli Roll Royce M66 Cyclone. Il sistema così modificato svilupperebbe una potenza di spinta pari a 14.460.000 tonnellate sufficienti a trainare una piattaforma-raffineria lunga 3 Km e larga 2 km e a condurre l'astronave fino alla velocità di 4 volte la velocità della luce. L'equipaggio è costituito da sette uomini sotto contratto con la Weyland-Yutani Corporation. La nave si sviluppa su tre livelli, è dotata di una sofisticata unità medica automatica autodoc, dispone di uno shuttle di servizio, il Narciso, di capsule di evacuazione di emergenza, e di un sistema informatico chiamato "Mater" ("Mother" nella versione originale) programmato con delle direttive che, in caso di contatto con forme di vita aliene o di artefatti sconosciuti, prevede la modifica della rotta verso le coordinate del ritrovamento e il risveglio dell'equipaggio in animazione sospesa.
Il codice di identificazione della Nostromo è USCSS 180286 la cui sigla "USCSS" è l'acronimo di United States Cargo Star Ship.

## Esemplari attualmente esistenti
Il modello dell'astronave utilizzata nel film fu realizzato in tre esemplari di differenti lunghezze: circa 30 cm il primo, 1,2 m il secondo e 2,1 m il terzo. Quest'ultimo, il primo ad essere stato realizzato ed inquadrato nella maggior parte delle sequenze del film, è stato recuperato da una ditta di Londra specializzata in memorabilia cinematografici che ne ha avviato il restauro. Il lavoro è stato completato grazie al recupero dei blueprints originali ed alla consulenza dei primi realizzatori.